# Жефос-Фонтене
Жефо́с-Фонтене́ (фр. Géfosse-Fontenay) — коммуна во Франции, находится в регионе Нижняя Нормандия. Департамент коммуны — Кальвадос. Входит в состав кантона Изиньи-сюр-Мер. Округ коммуны — Байё.
Код INSEE коммуны — 14298.

## Население
Население коммуны на 2010 год составляло 130 человек.
| 1962 | 1968 | 1975 | 1982 | 1990 | 1999 | 2010 |
| ---- | ---- | ---- | ---- | ---- | ---- | ---- |
| 207  | 196  | 193  | 161  | 124  | 111  | 130  |

## Экономика
В 2010 году среди 70 человек трудоспособного возраста (15—64 лет) 57 были экономически активными, 13 — неактивными (показатель активности — 81,4 %, в 1999 году было 63,8 %). Из 57 активных жителей работали 54 человека (33 мужчины и 21 женщина), безработных было 3 (2 мужчин и 1 женщина). Среди 13 неактивных 3 человека были учениками или студентами, 4 — пенсионерами, 6 были неактивными по другим причинам.